# RAF Chivenor
RAF Chivenor – była baza Royal Air Force znajdująca się na północnym brzegu ujścia rzeki Taw na północnym wybrzeżu Devon koło miasta Barnstaple w hr. Devonshire.

## Historia
Pierwotnie było to lotnisko cywilne otwarte w latach 30, które zostało przejęte przez RAF w lutym 1940 dla potrzeb grupy obrony wybrzeża (RAF Coastal Command), początkowo dla celów szkolenia załóg z używania reflektorów Leigha oraz  radarów ASV zamontowanych na samolotach Vickers Wellington. Od lipca 1942 rozpoczęło się patrolowanie wschodniego Atlantyku i Zatoki Biskajskiej w poszukiwaniu niemieckich okrętów podwodnych. 
Od 19 lutego do 20 września 1944 grupę eskadr patrolujących wspomagał Dywizjon 304  .  
Po wojnie baza była wykorzystywana do szkolenia lotniczego. Od 1 października 1995 baza została przekazana do Royal Marines, również dla celów szkolenia lotniczego dla Royal Navy.

## Zobacz
- Bazy RAF używane przez PSP